# Ferridrite
La ferridrite è un minerale, un ossi-idrossido di ferro presente in molte parti del mondo. Ha varie applicazioni industriali e può trovarsi anche all'interno degli organismi viventi, compreso l'uomo.

## Origine e giacitura
Si rinviene nel terreno e nell'acqua.
È presente anche nell'uomo e viene formato all'interno della ferritina, che è una proteina citoplasmatica deputata all'immagazzinamento del ferro. La struttura tridimensionale del Ferridrite è garantita dai 6 legami di coordinazione che gli atomi di ferro (fino a 4000 nella ferritina), fanno con gli atomi di ossigeno, secondo la reazione:
{\displaystyle {\ce {2Fe^2+ + O2 -> Fe^3+-O-O-Fe^3+ -> Fe^3+-O-Fe^3+ + H2O2}}}
con seguente rilascio di molecole di acqua ossigenata.

## Forma in cui si presenta in natura
La ferridrite è conosciuta solo sotto forma di tracce, in piccoli cristalli visibili solo al microscopio e, anche se la sua classificazione da parte dell'IMA risale al 1971, quale sia la sua struttura è ancora oggetto di dibattito.